# Tineites lithophilus
Tineites lithophilus là một loài côn trùng trong họ Protereismatidae thuộc bộ Ephemeroptera. Loài này được Germar miêu tả năm 1842.